# Monte Townsend
O Monte Townsend é o segundo monte mais elevado da Austrália, e situa-se a apenas 3,7 km do mais alto, o Monte Kosciuszko.